# 9681 Sherwoodrowland
9681 Sherwoodrowland eller 4069 P-L är en asteroid i huvudbältet som upptäcktes den 24 september 1960 av den nederländsk-amerikanske astronomen Tom Gehrels och det nederländska astronomparet Ingrid van Houten-Groeneveld och Cornelis Johannes van Houten vid Palomarobservatoriet. Den är uppkallad efter den amerikanske nobelpristagaren F. Sherwood Rowland.
Asteroiden har en diameter på ungefär 7 kilometer och den tillhör asteroidgruppen Eos.